# Utsira
Utsira is een eiland en een gemeente in de Noorse provincie Rogaland. De gemeente op het gelijknamige eiland Utsira telde 201 inwoners in januari 2017.
Er is een veerverbinding naar Haugesund.

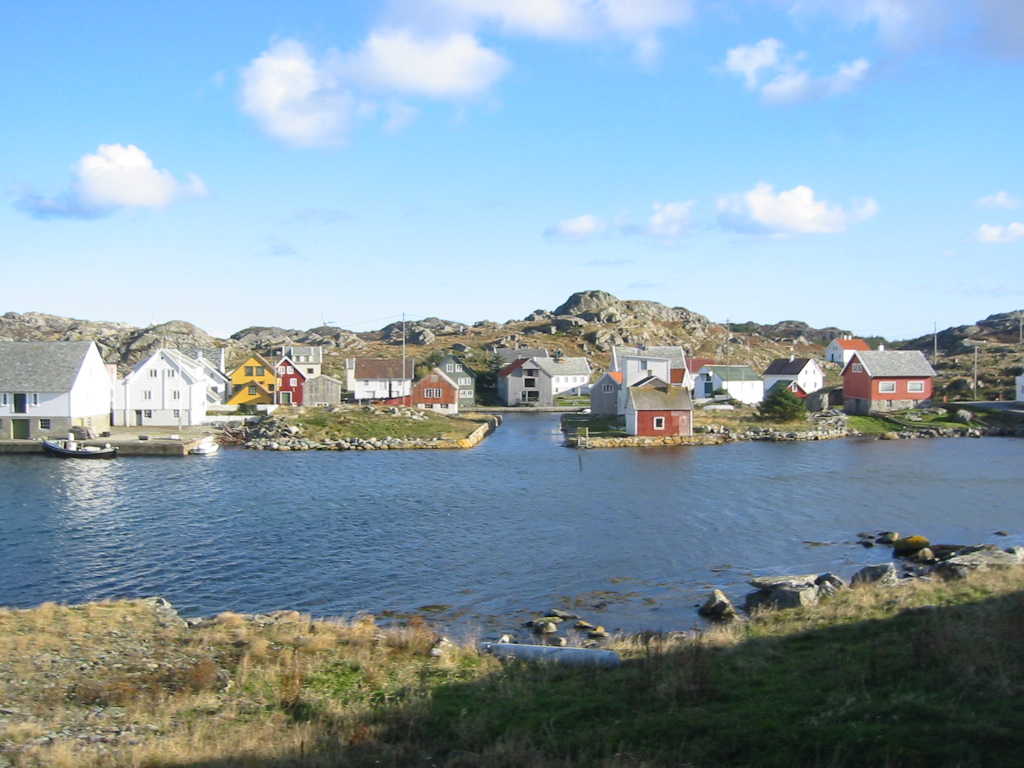
Haven
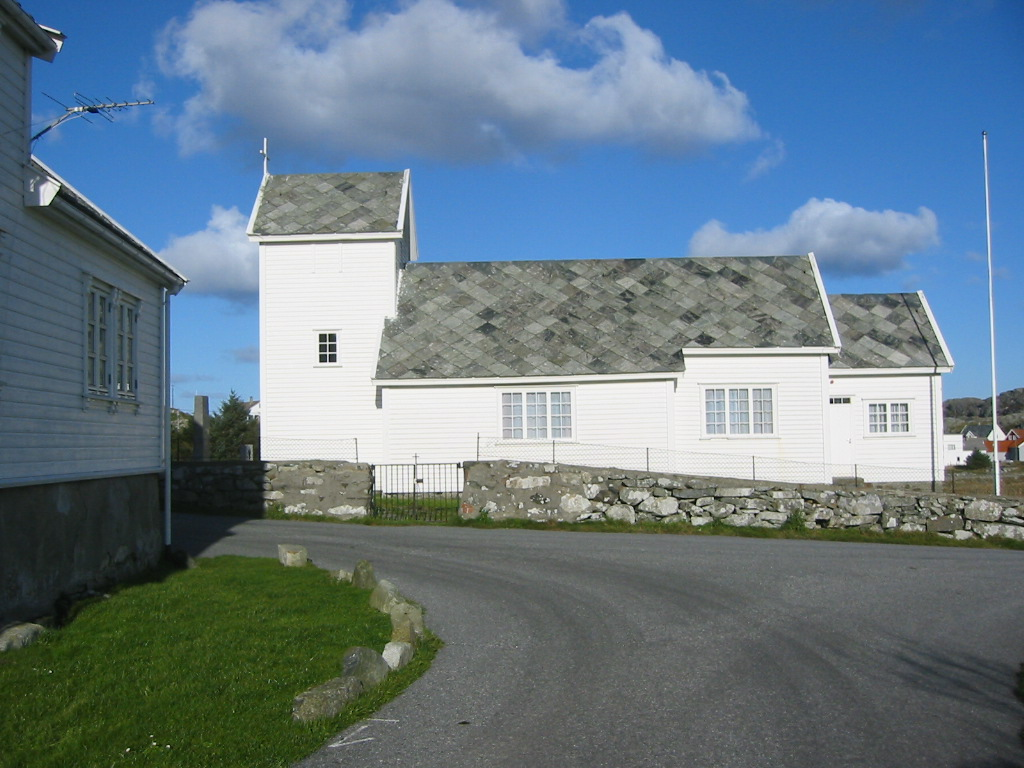
Kerk
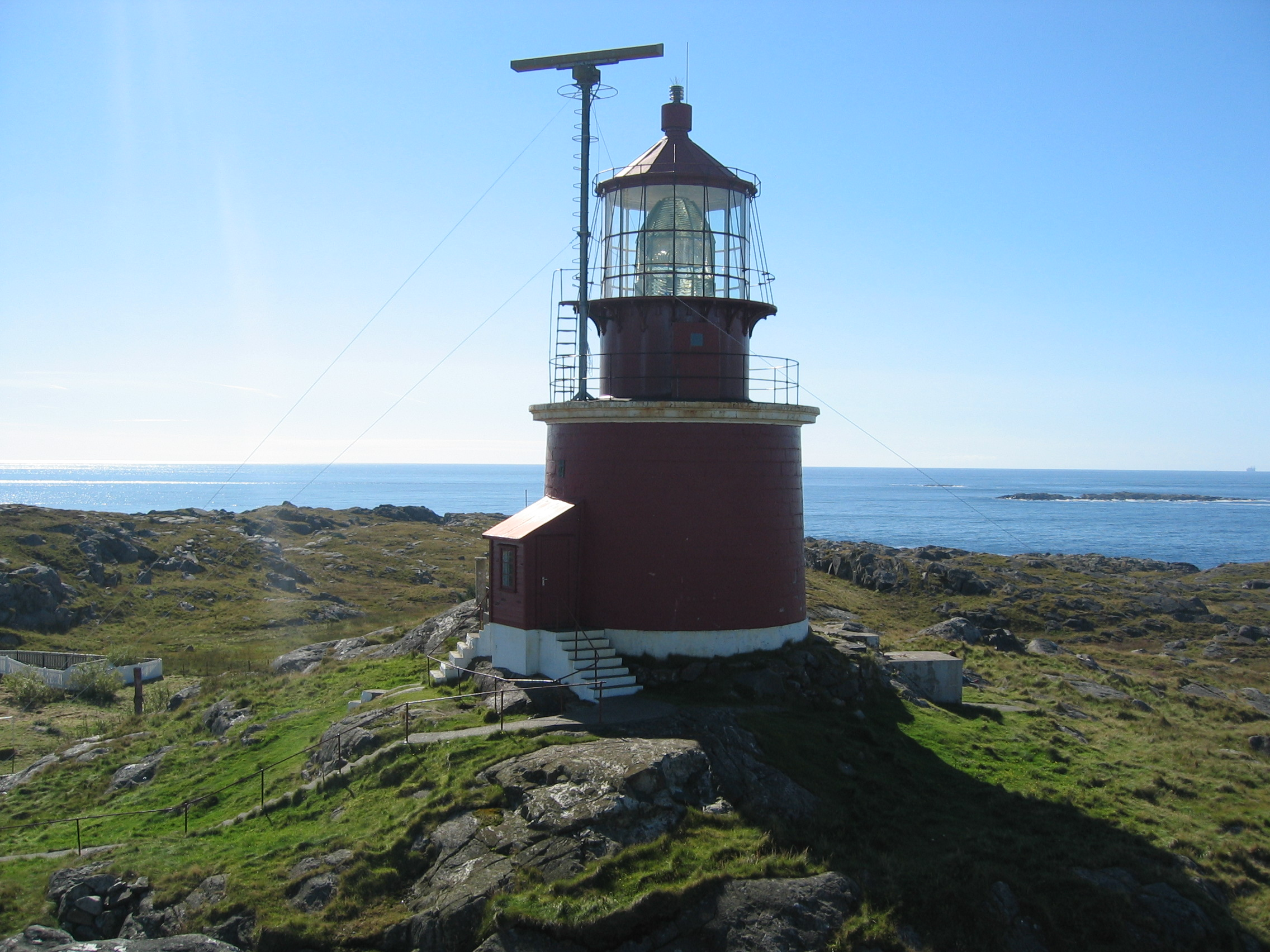
Vuurtoren

Bjerkreim · Bokn · Eigersund · Gjesdal · Hå · Haugesund · Hjelmeland · Karmøy · Klepp · Kvitsøy · Lund · Randaberg · Sandnes · Sauda · Sokndal · Sola · Stavanger · Strand · Suldal · Time · Tysvær · Utsira · Vindafjord

Fylker van Noorwegen